# نيل (بلجيكا)
نيل (بالإنجليزية: Niel)‏
مدينة بلجيكية تابعة لمقاطعة أنتفيرب في أقصى شمال بلجيكا.

## من أعلامها
- جان ديكلار